# Bresse-sur-Grosne
Pour les articles homonymes, voir Bresse (homonymie), Grosne, Grosne (rivière) et Petite Grosne.
Bresse-sur-Grosne est une commune française située dans le département de Saône-et-Loire en région Bourgogne-Franche-Comté.

## Géographie
Le village de Bresse-sur-Grosne est situé au pied d'une colline calcaire, en grande partie boisée et encore plantée de quelques parcelles de vigne. Elle culmine à 290 mètres d'altitude au lieu-dit de la Garenne et fait partie d'un chaînon qui se rattache aux monts du Mâconnais. Bresse domine la plaine de la Grosne, la rivière elle-même coule d'ailleurs en limite du territoire communal.
Le village est situé à vol d'oiseau à environ 6 km à l'est de Saint-Gengoux-le-National, 11,5 km au sud-ouest de Sennecey-le-Grand et 14 km à l'ouest de Tournus. La ville de Chalon-sur-Saône est éloignée de 23 km tandis que Mâcon est distante de 32 km.

### Hameaux
La commune de Bresse-sur-Grosne comprend les hameaux de :
- Saint-Forgeuil, situé dans la plaine de la Grosne ;
- Colombier-le-Haut, sur le coteau (minuscule hameau qu'elle se partage avec la commune voisine de Bissy-sous-Uxelles, et dénommé dans son autre partie Colombier-sous-Uxelles)[3].

### Communes limitrophes

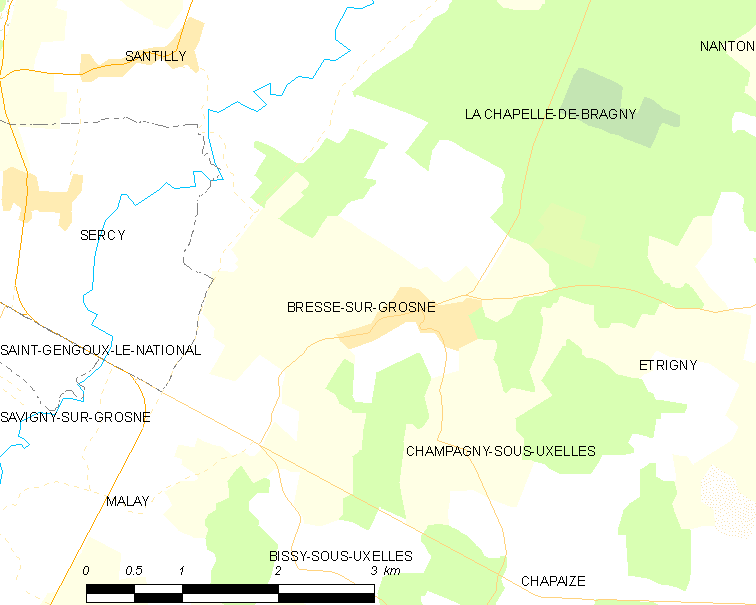
Carte de la commune de Bresse-sur-Grosne et des communes voisines.

### Climat
Pour des articles plus généraux, voir Climat de la Bourgogne-Franche-Comté et Climat de Saône-et-Loire.
En 2010, le climat de la commune est de type climat océanique dégradé des plaines du Centre et du Nord, selon une étude du Centre national de la recherche scientifique s'appuyant sur une série de données couvrant la période 1971-2000. En 2020, Météo-France publie une typologie des climats de la France métropolitaine dans laquelle la commune est dans une zone de transition entre le climat océanique altéré et le climat océanique altéré et est dans la région climatique Bourgogne, vallée de la Saône, caractérisée par un bon ensoleillement (1 900 h/an), un été chaud (18,5 °C), un air sec au printemps et en été et des vents faibles.
Pour la période 1971-2000, la température annuelle moyenne est de 11,4 °C, avec une amplitude thermique annuelle de 17,6 °C. Le cumul annuel moyen de précipitations est de 902 mm, avec 12,1 jours de précipitations en janvier et 7,7 jours en juillet. Pour la période 1991-2020, la température moyenne annuelle observée sur la station météorologique de Météo-France la plus proche, « Mt-Saint-Vincent », sur la commune de Mont-Saint-Vincent à 20 km à vol d'oiseau, est de 10,4 °C et le cumul annuel moyen de précipitations est de 891,2 mm. 
La température maximale relevée sur cette station est de 37,6 °C, atteinte le 12 août 2003 ; la température minimale est de −21,1 °C, atteinte le 10 février 1956,,.
Les paramètres climatiques de la commune ont été estimés pour le milieu du siècle (2041-2070) selon différents scénarios d'émission de gaz à effet de serre à partir des nouvelles projections climatiques de référence DRIAS-2020. Ils sont consultables sur un site dédié publié par Météo-France en novembre 2022.

## Urbanisme

### Typologie
Au 1er janvier 2024, Bresse-sur-Grosne est catégorisée commune rurale à habitat très dispersé, selon la nouvelle grille communale de densité à sept niveaux définie par l'Insee en 2022.
Elle est située hors unité urbaine et hors attraction des villes,.

### Occupation des sols
L'occupation des sols de la commune, telle qu'elle ressort de la base de données européenne d’occupation biophysique des sols Corine Land Cover (CLC), est marquée par l'importance des territoires agricoles (77,8 % en 2018), une proportion identique à celle de 1990 (77,8 %). La répartition détaillée en 2018 est la suivante : terres arables (39,7 %), zones agricoles hétérogènes (23,1 %), forêts (17,4 %), prairies (15 %), zones urbanisées (4,7 %). L'évolution de l’occupation des sols de la commune et de ses infrastructures peut être observée sur les différentes représentations cartographiques du territoire : la carte de Cassini (XVIIIe siècle), la carte d'état-major (1820-1866) et les cartes ou photos aériennes de l'IGN pour la période actuelle (1950 à aujourd'hui).

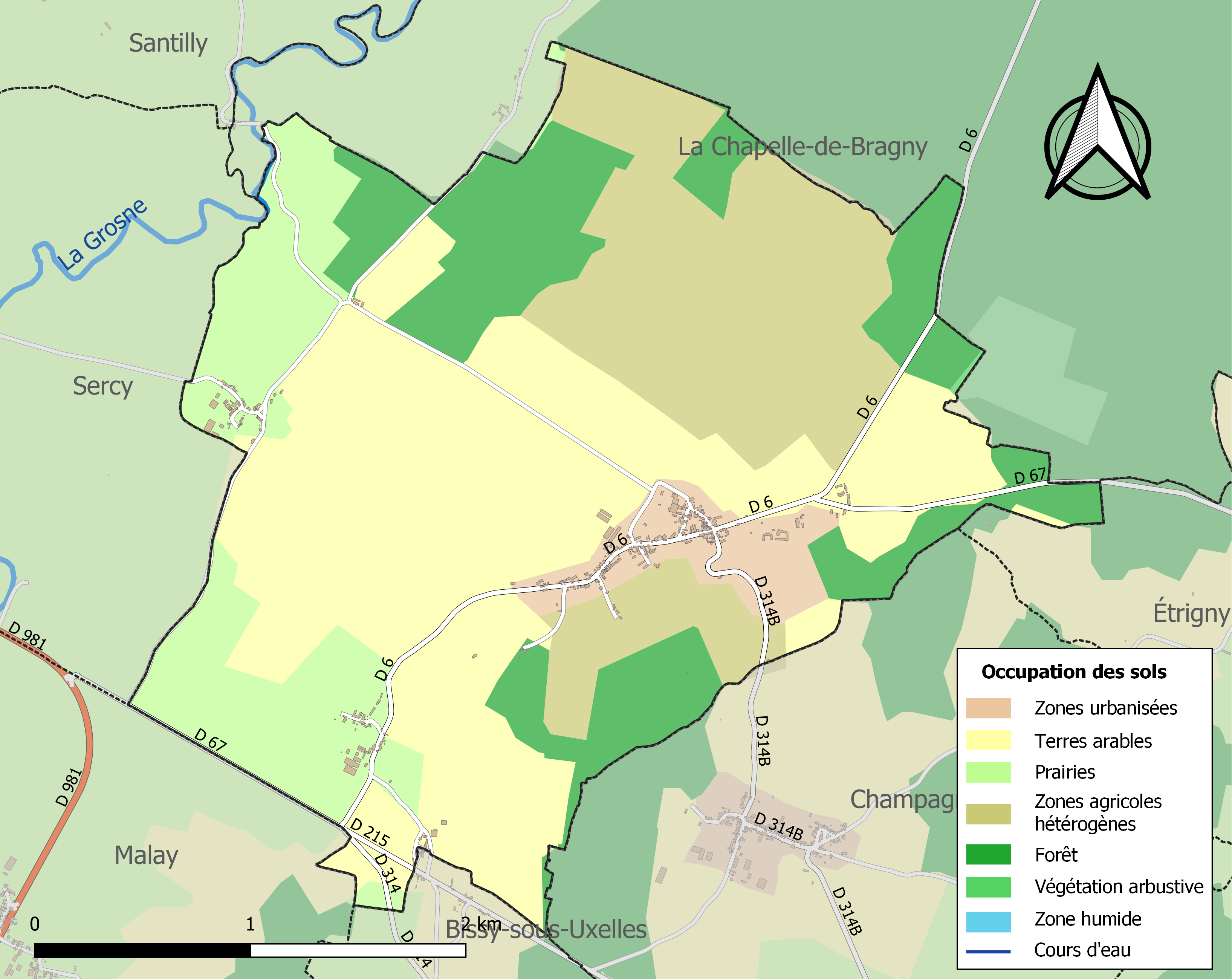
Carte des infrastructures et de l'occupation des sols de la commune en 2018 (CLC).

## Toponymie
L'origine du nom de la commune proviendrait du nom d'une famille seigneuriale du lieu, au XIe siècle, « Brécis » ou « Bressis ».

## Histoire
Jusqu’en 1860 : la chapelle romane du château de Bresse-sur-Grosne sert d’église paroissiale (placée sous le vocable de Saint-Pancrace). Devenue vétuste et trop exigüe, celle-ci sera abandonnée au profit d'une église érigée en 1860 dans un style néo-gothique flamboyant, reprenant le vocable de saint Pancrace (église édifiée sur un terrain offert par les propriétaires du château de Bresse-sur-Grosne, la famille de Murard de Saint-Romain, et bâtie à leurs frais).
Le 15 septembre 1903, à la suite d'une décision du Conseil général de Saône-et-Loire, le hameau de Colombier, alors faisant partie du territoire de Champagny-sous-Uxelles est transféré à la commune.

## Politique et administration

### Tendances politiques et résultats

#### Élections présidentielles
Le village de Bresse-sur-Grosne place en tête à l'issue du premier tour de l'élection présidentielle française de 2017, François Fillon (LR) avec 26,39 % des suffrages. Mais lors du second tour, Emmanuel Macron (LaREM) est en tête avec 66,92 %.

#### Élections législatives
Le village de Bresse-sur-Grosne faisant partie de la quatrième circonscription de Saône-et-Loire, place en tête lors du 1er tour des élections législatives françaises de 2022, Cécile Untermaier (PS), députée sortante, avec 33,01 % des suffrages comme lors du second tour, avec cette fois-ci, 56,63 % des suffrages.

#### Élections régionales
Le village de Bresse-sur-Grosne place la liste "Pour la Bourgogne et la Franche-Comté" menée par Gilles Platret (LR) en tête, dès le 1er tour des élections régionales de 2021 en Bourgogne-Franche-Comté, avec 35,53 % des suffrages. Lors du second tour, les habitants décideront de placer la liste de "Notre Région Par Cœur" menée par Marie-Guite Dufay, présidente sortante (PS) en tête, avec cette fois-ci, près de 45,45 % des suffrages. Devant les autres listes menées par Gilles Platret (LR) en seconde position avec 37,66 %, Julien Odoul (RN), troisième avec 11,69 % et en dernière position celle de Denis Thuriot (LaREM) avec 5,19 %.

#### Élections départementales
Le village de Bresse-sur-Grosne faisant partie du canton de Tournus place le binôme de Jean-Claude BECOUSSE (DVD) et Colette BELTJENS (DVD), en tête, dès le 1er tour des élections départementales de 2021 en Saône-et-Loire avec 54,79 % des suffrages. Lors du second tour, les habitants décideront de placer de nouveau le binôme de Jean-Claude BECOUSSE (DVD) et Colette BELTJENS (DVD), en tête, avec cette fois-ci, près de 71,62 % des suffrages. Devant l'autre binôme menée par Delphine DUGUÉ (DVG) et Mickaël MANIEZ (DVG) qui obtient 28,38 %.

### Liste des maires de Bresse-sur-Grosne
| Période                                  | Période  | Identité    | Étiquette | Qualité             |
| ---------------------------------------- | -------- | ----------- | --------- | ------------------- |
| mars 2001                                | en cours | Marc Monnot |           | Exploitant agricole |
| Les données manquantes sont à compléter. |          |             |           |                     |

## Démographie
L'évolution du nombre d'habitants est connue à travers les recensements de la population effectués dans la commune depuis 1793. Pour les communes de moins de 10 000 habitants, une enquête de recensement portant sur toute la population est réalisée tous les cinq ans, les populations de référence des années intermédiaires étant quant à elles estimées par interpolation ou extrapolation. Pour la commune, le premier recensement exhaustif entrant dans le cadre du nouveau dispositif a été réalisé en 2008.

En 2022, la commune comptait 185 habitants, en évolution de −1,07 % par rapport à 2016 (Saône-et-Loire : −1,06 %, France hors Mayotte : +2,11 %).
| 1793 | 1800 | 1806 | 1821 | 1831 | 1836 | 1841 | 1846 | 1851 |
| ---- | ---- | ---- | ---- | ---- | ---- | ---- | ---- | ---- |
| 205  | 400  | 437  | 456  | 505  | 498  | 519  | 518  | 505  |

| 1856 | 1861 | 1866 | 1872 | 1876 | 1881 | 1886 | 1891 | 1896 |
| ---- | ---- | ---- | ---- | ---- | ---- | ---- | ---- | ---- |
| 478  | 512  | 540  | 520  | 481  | 464  | 443  | 423  | 399  |

| 1901 | 1906 | 1911 | 1921 | 1926 | 1931 | 1936 | 1946 | 1954 |
| ---- | ---- | ---- | ---- | ---- | ---- | ---- | ---- | ---- |
| 391  | 489  | 418  | 363  | 335  | 301  | 266  | 257  | 251  |

| 1962 | 1968 | 1975 | 1982 | 1990 | 1999 | 2006 | 2008 | 2013 |
| ---- | ---- | ---- | ---- | ---- | ---- | ---- | ---- | ---- |
| 214  | 220  | 181  | 175  | 175  | 174  | 197  | 203  | 189  |

| 2018 | 2022 | - | - | - | - | - | - | - |
| ---- | ---- | - | - | - | - | - | - | - |
| 185  | 185  | - | - | - | - | - | - | - |

## Culte
Bresse-sur-Grosne relève de la paroisse Saint-Louis entre Grosne et Guye, qui a son siège à Saint-Gengoux-le-National et qui regroupe trente villages.

## Culture locale et patrimoine

### Lieux et monuments

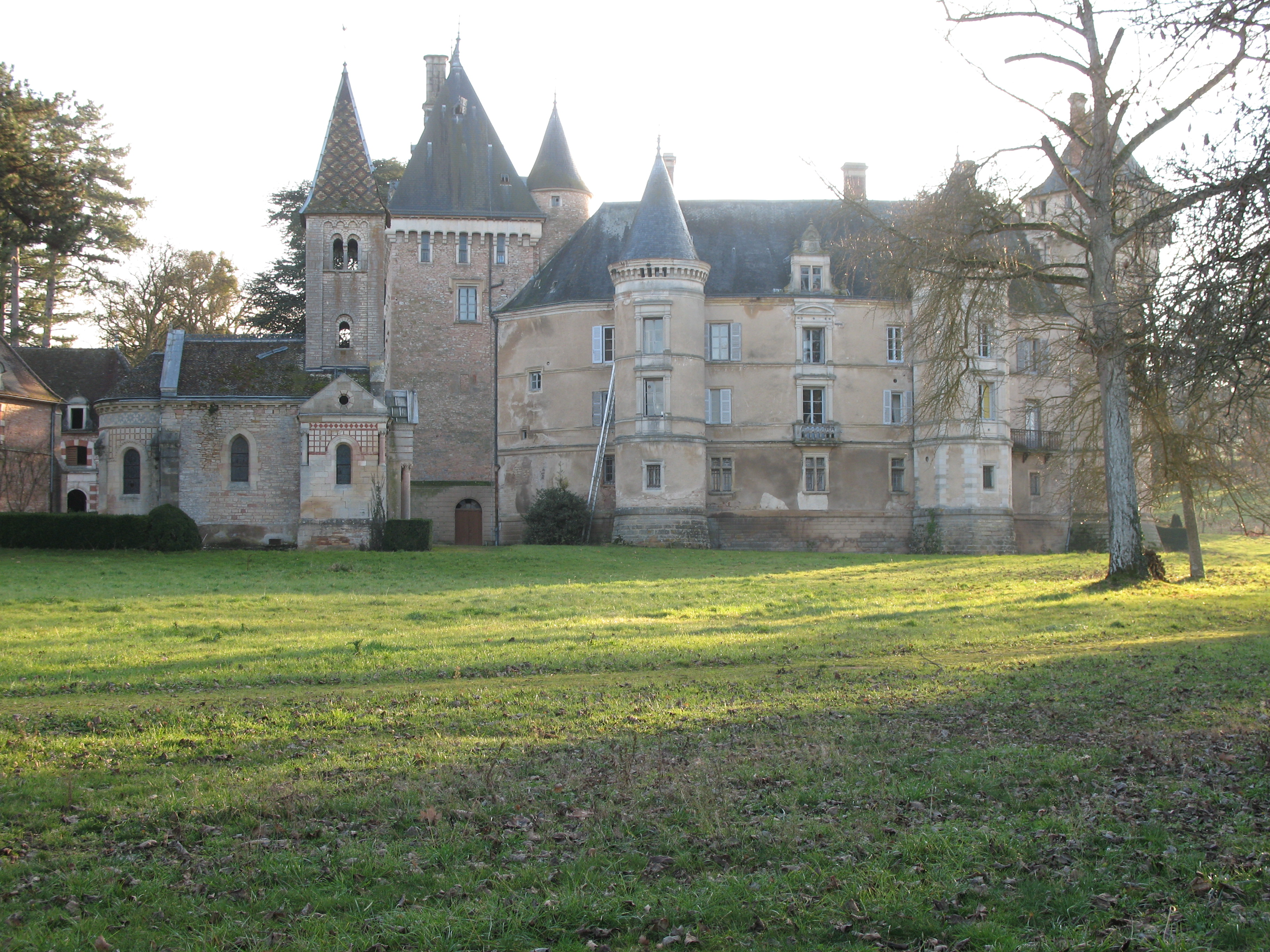
Château de Bresse-sur-Grosne.

- Le château de Bresse-sur-Grosne, qui a fait l’objet d’une inscription au titre des monuments historiques (en date du 21 mars 1983)[27].
- Au bord de la départementale 6, un peu au nord de Colombier-sous-Uxelles : le site de l'ancien terrain « Hermine » de la Seconde Guerre mondiale, rappelé par une plaque explicative. « Sur ces terrains clandestins portant le nom de code "Hermine" eurent lieu les nuits du 12 au 13 et du 13 au 14 août 1944 les parachutages du 3e Bataillon S.A.S. en provenance d'Angleterre, venu renforcer la Résistance locale. Les messages opérationnels d'identification pour ces opérations étaient : "La détente est en cuivre" et "La sarcelle était un bon camarade". »
- Au hameau de Colombier-le-Haut : une église romane du début du XIIe siècle, encore entourée de son cimetière (édifice dont la façade a été remaniée au XVe siècle).
- La chapelle romane du hameau de Saint-Forgeuil, placée sous le vocable de saint Ferréol, autrefois de la seigneurie de Lancharre, coiffée d'un petit clocher du XIIIe siècle.
- Le château du hameau de Colombier-le-Bas.

### Personnalités liées à la commune
De 1975 à 2002, un ancien relais de poste a accueilli amis et artistes, musiciens de jazz surtout, en résidence et en performance(s), À l'Ouest de la Grosne, autour de Jacky Barbier.

## Pour approfondir